# Trường thống kê và quản lý kinh tế quốc gia Paris
Trường thống kê và quản lý kinh tế quốc gia Paris (ENSAE), là một trong những trường đại học ưu tú được chọn lọc và có uy tín nhất ở Pháp, được gọi là grandes écoles và là thành viên của IP Paris (Institut Polytechnique de Paris). ENSAE Paris được biết đến là trường chi nhánh của Trường Bách khoa Paris về thống kê, khoa học dữ liệu và máy học. Đây là một trong những trường đào tạo kinh tế và thống kê hàng đầu của Pháp.

## Sinh viên tốt nghiệp nổi tiếng
- Marc Fleurbaey, một nhà kinh tế chuyên gia Pháp trong phúc lợi kinh tế và kinh tế học chuẩn tắc